# Hard Rock Bottom
Hard Rock Bottom is het zesde studioalbum van de Amerikaanse punkband No Use for a Name. Het werd uitgegeven door Fat Wreck Chords op 16 juni 2002.
Er is een videoclip gemaakt voor het nummer "Dumb Reminders". Op het nummer "This Is a Rebel Song" is ook zangeres Karina Denike (van de ska-band Dance Hall Crashers) te horen.

## Nummers
1. "Feels Like Home" - 1:04
2. "International You Day" - 2:52
3. "Pre-Medicated Murder" - 1:58
4. "Dumb Reminders" - 2:49
5. "Any Number Can Play" - 2:38
6. "Friends of the Enemy" - 3:27
7. "Angela" - 2:45
8. "Let Me Down" - 2:58
9. "This Is a Rebel Song" (cover van Sinéad O'Connor) - 2:24
10. "Solitaire" - 2:46
11. "Undefeated" - 2:54
12. "Insecurity Alert" - 3:11
13. "Nailed Shut" - 2:41

## Band
- Tony Sly - zang, gitaar
- Dave Nassie - gitaar
- Matt Riddle - basgitaar
- Rory Koff - drums